# Gödselspröding
Gödselspröding (Psathyrella coprophila) är en svampart som beskrevs av Watling 1971. Psathyrella coprophila ingår i släktet Psathyrella och familjen Psathyrellaceae.   Inga underarter finns listade i Catalogue of Life.
I den svenska databasen Dyntaxa används istället namnet Psathyrella saponacea för samma taxon.  Arten är reproducerande i Sverige.